# Eleccions presidencials de l'Equador de 2021
Les eleccions presidencials de l'Equador de 2021 es van celebrar el 7 de febrer de 2021 per a elegir el president i vicepresident constitucionals de la República de l'Equador per al període 2021-2025. Juntament amb la primera volta es van celebrar les eleccions legislatives en què es van triar als representants al Parlament Andí i els membres de l'Assemblea Nacional per al mateix període.
Com que cap binomi va aconseguir ser triat en primera volta, l'11 d'abril es va celebrar una segona volta en què Guillermo Lasso, candidat de l'aliança entre el Movimiento CREO i el Partit Social Cristià, va guanyar la contesa amb el 52,36% dels vots contra Andrés Arauz, candidat de la coalició UNES, que va obtenir el 47,64%.
El binomi presidencial guanyador va prendre possessió de les seves funcions el 24 de maig de 2021.

## Context
Vicepresident de Rafael Correa del 2007 al 2013, Lenín Moreno va ser escollit sota la bandera d'Alianza País a les eleccions presidencials del 2017.
Durant el seu mandat, Moreno va entrar en conflicte amb el seu predecessor per diverses reformes econòmiques i judicials, i provocà un cisma entre els dos homes, fins i tot dins del seu partit polític, que aleshores va dominar la vida política del país durant més d'una dècada. El Moviment pel Compromís Social, fundat per Correa amb vista a les eleccions presidencials del 2021, fou suspès per un temps pel Consell Nacional Electoral (CNE), mentre que el mateix Correa va ser acusat de corrupció i obligat a exiliar-se a Bèlgica. Impedit de presentar-se, donà suport a l'economista Andrés Arauz, antic director del banc central.
El president Moreno, per la seva banda, es va enfrontar a grans manifestacions contra les seves mesures d'austeritat l'octubre del 2019, que el van dur a abandonar la capital i van fer que la seva taxa de popularitat baixés fins al 7% d'opinions favorables. Durant el 2020, decideix no presentar-se a un segon mandat.

## Campanya electoral
El candidat de la coalició d'esquerres Unió per l'Esperança, l'economista Andrés Arauz, defensà un programa de ruptura amb la política econòmica neoliberal del president Lenín Moreno. L'objectiu era suspendre els tractats signats amb el Fons Monetari Internacional (FMI), reactivar el creixement amb un fort augment de la despesa pública, introduir un impost sobre el patrimoni, acabar amb les privatitzacions i establir controls de capital per evitar que els diners surtin del país. El seu programa econòmic va ser mal rebut pels mercats financers; Així, el Bank of America estava obertament alarmat pel seu «populisme». Va intentar tenir com a company de fórmula l'expresident Rafael Correa, però el Centre Electoral Nacional li ho prohibí per la seva condemna per corrupció, fet que donà pas a Carlos Rabascall.
L'empresari Guillermo Lasso, ja candidat a les eleccions presidencials de 2013 i 2017, feu campanya per «desterrar d'una vegada per totes un model de govern fallit, anomenat socialisme del segle XXI». Catòlic conservador, és membre de l'Opus Dei i s'oposa a la legalització de l'avortament, fins i tot en casos de violació o malformació del fetus.
L'advocat Yaku Pérez, figura de Pachakutik, la branca política de la poderosa Confederació de Nacionalitats Indígenes de l'Equador (Conaie), es presentà amb un programa que insisteix especialment en la protecció del medi ambient. Activista ecologista compromès en lluites pel dret a l'aigua, oposant-se a un model econòmic basat en l'extractivisme, havia estat un dels líders de les manifestacions contra l'austeritat de l'octubre de 20199. El politòleg Matthieu Le Quang assenyala que el candidat té un «discurs postpolític, que nega qualsevol tipus de conflicte» que permet superar la polarització tradicional i seduir un espectre de votants molt més ampli que el moviment indígena. «També va saber parlar amb les elits econòmiques blanques assumint, per exemple, la seva demanda d'eliminació d'impostos a la sortida de dòlars o monedes, una demanda molt de dretes».
També tornà a presentar-se el multimilionari Álvaro Noboa, candidat a les eleccions presidencials del 2006. La seva candidatura va ser, però, rebutjada pel Consell Nacional Electoral (CNE) en considerar que el seu partit no havia recollit prou signatures.